# Fugazi (мініальбом)
Fugazi (інша офіційна назва: 7 Songs) — перший однойменний мініальбом американського пост-хардкор-гурту з такою ж назвою. На відміну від всіх інших записів Fugazi,  не грав на гітарі на цьому; всі гітарні партії виконав Ян Маккей. Мініальбом був записаний у червні 1988, і випущений в листопаді 1988 на вінілі та знову у 1989 на збірці 13 Songs разом з наступним мініальбомом Margin Walker. Фото, використане для обкладинки альбому, було знято 30 червня 1988 в клубі Maxwell's в Гобокені, штат Нью-Джерсі.
Мініальбом містить пісню «Waiting Room», яка часто розглядається як найвідоміша пісня гурту, а також славиться «привертаючим увагу дропом, який стається на 22 секунді» і «невблаганним драйвом з впливом ска/регі», тоді як «Suggestion» є піснею на кшталт «The Meters зустрічають The Ruts». «Suggestion» ввійшла до списку Timeout найкращих феміністичних пісень.
Кавер-версію на «Waiting Room» грали такі різноманітні виконавці, як Red Hot Chili Peppers і The Wildhearts.

## Треклист
| #  | Назва              | Лідер-вокаліст | Тривалість |
| -- | ------------------ | -------------- | ---------- |
| 1. | «Waiting Room»     | Маккей         | 2:53       |
| 2. | «Bulldog Front»    | Піччотто       | 2:53       |
| 3. | «Bad Mouth»        | Маккей         | 2:35       |
| 4. | «Burning»          | Піччотто       | 2:39       |
| 5. | «Give Me the Cure» | Піччотто       | 2:58       |
| 6. | «Suggestion»       | Маккей         | 4:44       |
| 7. | «Glue Man»         | Піччотто       | 4:23       |

## Учасники
- Ян Маккей — вокал, гітара
- Гі Піччотто[en] — вокал
- Джо Леллі — бас-гітара
- Брендан Кенті[en] — ударні